# 土衛三十七
土衛三十七（Bebhionn），編號S/2004 S 11，是土星的一颗天然卫星。发现时间是在2004年12月12日. 发现者是斯科特·谢泼德、大衛·朱維特等人。土衛三十七的直径大约6公里，自轉週期為16.33 ± 0.03小時，运行轨道距离土星大约为16,898 Mm，公轉週期820.130天。轨道与黄道角度为41°（相对土星赤道38°）以离心率0.333绕土星运行。